# Physocyclus mysticus
Physocyclus mysticus là một loài nhện trong họ Pholcidae. Loài này được phát hiện ở México.